# Atua
Atua je jedan od jedanaest distrikta u Samoi. Središte distrikta je u naselju Lufilufi.
Atua je najstariji samoanski distrikt koji tradicionalno uključuje samoanske otoke Upolu i Savaii, te otok Tutuila koji pripada Američkoj Samoi.
Distrikt se nalazi u istočnom dijelu otoka Upolu, prostire se na 413 km2. Distriktu pripadaju i manji otoci Aleipata i Nu'usafe'e.
Prema podacima iz 2001. godine u distriktu živi 21.168 stanovnika, dok je prosječna gustoća naseljenosti 51 stanovnika na km².